# 巴尔-埃本豪森
巴尔-埃本豪森是德国巴伐利亚州的一个市镇。总面积14.79平方公里，总人口4892人，其中男性2503人，女性2389人（2011年12月31日），人口密度331人/平方公里。